# شهرک ایثار (خرامه)
شهرک ایثار (خرامه)،یکی از شهرک‌های کوچک از توابع بخش کربال شهرستان خرامه در استان فارس ایران است.
این شهرک خود شامل چهار روستا به نام‌های :گاوکان ،گرمنجان،پیرآباد و سیف آباد می‌باشد  که روستای گاوکان از روستاهای قدیمی استان فارس می‌باشد  و بیشتر جمعیت شهرک ایثار را اهالی روستای گاوکان تشکیل می دهند.
این روستا دارای زمین های حاصل خیز بسیار خوبی است که بخشی از ان در کنار رود کر واقع شده است .
تا چندی پیش اقتصاد این منطقه بر پایه کشاورزی می چرخید و کشت برنج مرسوم بود اما خشک سالی های اخیر باعث شده امروزه بیشتر مردم رو به کشت گندم بیاورند و برخی از مردم اقدام به احداث باغ های پسته و انجیر کرده اند.
گفته میشود باغ داران این روستا سالیانه حداقل ۲۵ تن پسته به بازار عرضه میکنند.

## استعداد ها
از نظر استعدادها می‌توان به تعداد تحصیل کرده‌های این شهرک اشاره کرد که یکی از سرشناس‌ترین افراد این شهرک مرحوم دکتر محمد رضا عادلیان رئیس بخش زیر ساخت‌های مخابراتی استان فارس و سجاد صابری دکترای برق از دانشگاه بابل و دانشجوی مقطع فوق دکترای دانشگاه ورمونت آمریکا و استاد دانشگاه و جناب آقای مهندس جعفر صابری دوست مدیر عامل شرکت پترو پارس قدرت و یکی از کارآفرینان نمونه را می‌توان نام برد .

## رسومات
مراسم الله بده‌‌ باران یکی از مراسم های سنتی است که بر اساس اعتقادی که مردم روستا داشته اند اگر بارندگی در فصل پاییز و زمستان به تعویق می افتاده است با پخت یک نذری از درگاه خداوند طلب باران می کرده اند.

## افتخارات ورزشی
از نظر ورزشی تیم کاراته سبک کیوکوشین شهرک ایثار عناوین کشوری و استانی بسیاری را از آن خود کرده‌است.

## ریشه نام
در خصوص نام گاوکان می بایست این توضیح رو داد که این روستا در گذشته های دور سرزمین پهلوان ها بوده است و اسم واقعی آن گیو مکان به معنی سرزمین پهلوان ها بوده است که به مروز زمان و طبق قانون ادغام ادبیات فارسی به گاوکان تبدیل شده است.

## تاریخ
روستای گاوکان دارای پیشینه تاریخی حدود 1500 ساله میباشد،در زمان حمله مغول ها به ایران یک لشکر از بخش کربال به سرکردگی مطلب خان(یکی از نوادگان ایشان رئیس ابوالقاسم کشاورز می باشد که تا چند سال پیش در قید حیات بودند) راهی مرودشت میشوند و با اینکه تقریبا کل نیروها از بین میروند ولی از پیش روی مغول ها جلوگیری میکنند.پیش از شروع جمهوری اسلامی و در زمان پهلوی ،روستای گاوکان به عنوان مرکز بخش کربال بود و کدخدای آن مرحوم محمد کاظم قربانی نیا بود که به عدل و داد شهرت داشت.

## جمعیت
این روستا در دهستان کربال قرار دارد و براساس سرشماری مرکز آمار ایران در سال ۱۳۸۵، جمعیت آن ۱٬۸۰۰ نفر (۴۲۰خانوار) بوده‌است.